# Lijst van beelden in Groningen-Noordwest/Hoogkerk
De lijst van beelden in Groningen-Noordwest/Hoogkerk is onderdeel van een verzameling lijsten van beelden in Groningen.

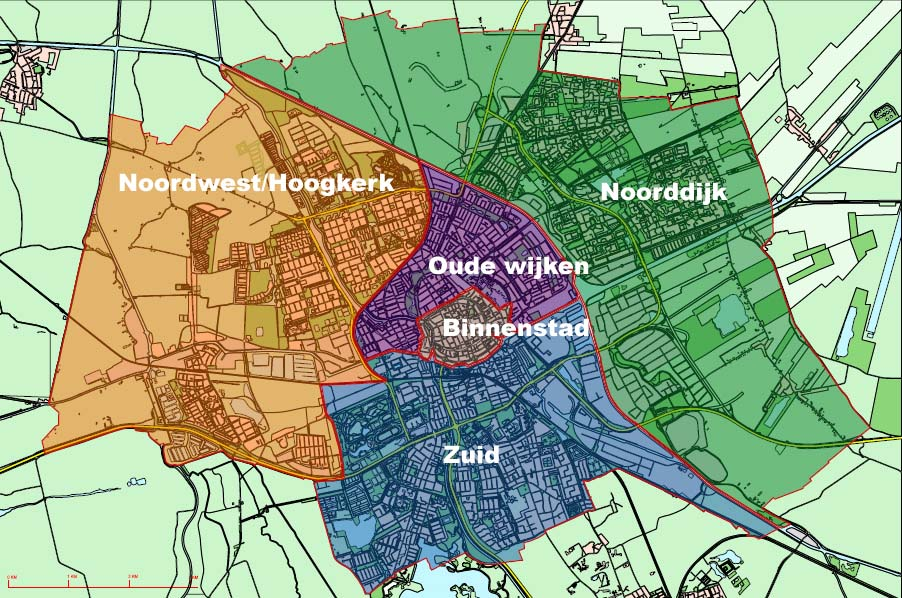
Indeling in stadsdelen

Onder een beeld wordt hier verstaan elk driedimensionaal kunstwerk in de openbare ruimte van de Nederlandse gemeente Groningen, waarbij beeld wordt gebruikt als verzamelbegrip voor sculpturen, standbeelden, installaties, gedenktekens en overige beeldhouwwerken.
De lijst is chronologisch, dat wil zeggen op volgorde van de eerste plaatsing van het beeld in de openbare ruimte.
Dit deel bevat de beelden in het stadsdeel Noordwest/Hoogkerk, dat de volgende wijken en buurten omvat: Bangeweer, Buitenhof, Concordiabuurt, Dorkwerd, Friesestraatweg, Gravenburg, Heemwerd, De Held, Hoendiep, Hoogkerk, Leegkerk, Paddepoel, Reitdiep, Selwerd, Stadsparkwijk (deel), Vierverlaten, Vinkhuizen, Zernikecomplex en Zuidwending.
De Stadsmarkeringen worden niet in deze lijst opgenomen.
Voor een volledig overzicht van de beschikbare afbeeldingen zie de categorie Beelden in Groningen-Noordwest/Hoogkerk op Wikimedia Commons.
| Geplaatst | Omschrijving                          | Kunstenaar                                                                          | Straat                                                               | Plaats    | Materiaal                                | Foto |
| --------- | ------------------------------------- | ----------------------------------------------------------------------------------- | -------------------------------------------------------------------- | --------- | ---------------------------------------- | ---- |
| 19??      | Tableau met arbeider zuivelfabriek    | Anno Smith                                                                          | Friesestraatweg 223                                                  | Groningen | geglazuurd terracotta                    |      |
| 19??      | Tableau met twee microscopen          | Anno Smith                                                                          | Friesestraatweg 223                                                  | Groningen | geglazuurd terracotta                    |      |
| 1945      | Grafmonument Gerrit Boekhoven         | onbekend                                                                            | Moesstraat, Noorderbegraafplaats                                     | Groningen | steen                                    |      |
| 1946?     | Grafmonument Harm Engbert Blaauw      | Willem Valk                                                                         | Moesstraat, Noorderbegraafplaats                                     | Groningen | steen                                    |      |
| 19??      | De Industrie                          | Anno Smith                                                                          | Reddingiusweg                                                        | Hoogkerk  | geglazuurd terracotta                    |      |
| 19??      | Rehoboth                              | Anno Smith                                                                          | Prinses Margrietstraat 3                                             | Hoogkerk  | geglazuurd terracotta                    |      |
| 1950      | Monument op de Joodse begraafplaats   | Willem Valk                                                                         | Iepenlaan, joodse begraafplaats bij de Selwerderhof                  | Groningen | natuursteen                              |      |
| 1950      | Tegeltableau 1000-woningenplan        | Anno Smith                                                                          | Houwerzijlstraat 9                                                   | Hoogkerk  | geglazuurd terracotta                    |      |
| 1962      | Leven en dood                         | Anna Dekking-van Haeften                                                            | Crematoriumlaan 6                                                    | Groningen | brons                                    |      |
| 1962      | zonder titel                          | Jos Pirkner                                                                         | Crematoriumlaan 6                                                    | Groningen | brons                                    |      |
| 1966      | Genesis                               | Henri de Wolf                                                                       | Siriusstraat 1                                                       | Groningen | aluminium                                |      |
| 1967      | zonder titel (turnster)               | Wladimir de Vries                                                                   | Blauwborgje 16 (sportcentrum)                                        | Groningen | brons en marmer                          |      |
| 1967      | Liggende vrouw                        | Oswald Wenckebach                                                                   | Iepenlaan 104                                                        | Groningen | euville                                  |      |
| 1968      | zonder titel (metselaar en timmerman) | Gerrit Piek                                                                         | Wilgenlaan/Bessemoerstraat                                           | Groningen | brons                                    |      |
| 1968      | Pinguïns                              | Thees Meesters                                                                      | Bottelroosstraat 5                                                   | Groningen | brons                                    |      |
| 1969      | Vorm                                  | Rob Maingay                                                                         | Kornoeljestraat 2                                                    | Groningen | rvs                                      |      |
| 1969      | 'vallende keeper'                     | Dieuwke van Vliet                                                                   | Eikenlaan                                                            | Groningen |                                          |      |
| 1970      | zonder titel (spelende kinderen)      | Thees Meesters                                                                      | Zonnelaan                                                            | Groningen |                                          |      |
| 1971      | zonder titel (fontein)                | Hans Ittmann                                                                        | Iepenlaan 204, Selwerderhof                                          | Groningen |                                          |      |
| 1971      | Zonder titel                          | Riek Ammermann                                                                      | Beukenlaan 36                                                        | Groningen | baksteen                                 |      |
| 1972      | Zonder titel                          | Siep van den Berg                                                                   | Atoomweg 10                                                          | Groningen | ijzer/verf                               |      |
| 1972      | Zonder titel (4 delen)                | Siep van den Berg                                                                   | Orionlaan (in het park)                                              | Groningen | gegalvaniseerd ijzer                     |      |
| 1972      | Groeisymbool                          | Jaap van der Meij                                                                   | Pleiadenlaan 8                                                       | Groningen | aluminiumbeton                           |      |
| 1973      | zonder titel (wandsculptuur)          | Riek Ammermann                                                                      | Acacialaan                                                           | Groningen | keramiek                                 |      |
| 1973      | Zonder titel                          | Jaap van der Meij                                                                   | Zonnelaan 8                                                          | Groningen | aluminiumbeton                           |      |
| 1975      | Zitknobbels                           | René de Boer                                                                        | Eikenlaan (winkelcentrum Selwerd)                                    | Groningen | messing                                  |      |
| 1976      | 'Kardinaalsmuts'                      | Harm van Weerden                                                                    | Dierenriemstraat 100                                                 | Groningen | graniet                                  |      |
| 1976      | 'Levend steentje'                     | Harm van Weerden                                                                    | Dierenriemstraat 100                                                 | Groningen | graniet                                  |      |
| 1976      | Zonder titel                          | Jaap van der Meij                                                                   | Zonnelaan 8                                                          | Groningen | aluminiumbeton                           |      |
| 1978      | Jona in de walvis                     | Janny Brugman-de Vries                                                              | Metaallaan 255                                                       | Groningen | brons                                    |      |
| 1978      | Vogels                                | Thees Meesters                                                                      | Eikenlaan                                                            | Groningen |                                          |      |
| 1979      | Worstelaars                           | Hans Mes                                                                            | Wilgenpad                                                            | Groningen | hardsteen                                |      |
| 1980      | zonder titel                          | Prosper Verwilligen                                                                 | Eikenlaan 286                                                        | Groningen | cortenstaal                              |      |
| 1982      | Zonder titel                          | Bob Stolzenbach                                                                     | Park Selwerd                                                         | Groningen | ijzer                                    |      |
| 1984      | Centaur                               | Jon Gardella                                                                        | Zernikelaan/Blauwborgje                                              | Groningen | brons                                    |      |
| 1984      | zonder titel (7 delen)                | Evert Strobos                                                                       | Nettelbosje                                                          | Groningen | cortenstaal                              |      |
| 1984      | Zonder titel                          | Bob Stolzenbach                                                                     | Zonnelaan                                                            | Groningen | ijzer                                    |      |
| 1984      | Zonder titel                          | Bob Stolzenbach                                                                     | Iepenlaan                                                            | Groningen | ijzer/verf                               |      |
| 1985      | Torso Lucy                            | Bastiaan de Groot                                                                   | parkje Orionlaan                                                     | Groningen | messing                                  |      |
| 1991      | Zonder titel (4 exemplaren)           | Gijs Bakker                                                                         | Zernikeplein 7                                                       | Groningen | beton/granito                            |      |
| 1992      | Drieluik                              | Maree Blok & Bas Lugthart                                                           | Jan Ensinglaan                                                       | Hoogkerk  | beton, marmer en staal                   |      |
| 1995      | zonder titel                          | Ron Caspers                                                                         | Aquamarijnstraat                                                     | Groningen | staal, kunstlicht                        |      |
| 1995      | Low profile                           | Gunnar Daan                                                                         | Zernikelaan                                                          | Groningen | metaal                                   |      |
| 1995      | Two nights                            | Kie Ellens                                                                          | Rotonde Siersteenlaan/Goudlaan                                       | Groningen | staal, kunststof                         |      |
| 1995      | Roep om kennis                        | Edzard Krol                                                                         | Blauwborgje                                                          | Groningen | staal                                    |      |
| 1996      | De brachistochroon                    | Henk Ovink                                                                          | Zernikecomplex                                                       | Groningen | gegalvaniseerd staal                     |      |
| 1996      | Dancing Square                        | Ineke Heystee                                                                       | Peizerweg (fietstunnel onder de A7)                                  | Groningen | verf                                     |      |
| 1996      | Memories, memories (2 delen)          | Gert Jan Mulder                                                                     | Kastanjelaan                                                         | Groningen | aluminium, polyester, polystyreen, staal |      |
| 1996      | Zonder titel                          | Sies Bleeker                                                                        | Zuiderweg (Hoogkerksterbrug)                                         | Hoogkerk  | roestvrij staal, verf                    |      |
| 1997      | zonder titel                          | Gjalt Blaauw                                                                        | Rotonde Siersteenlaan/Diamantlaan                                    | Groningen | plaatstaal, natuursteen                  |      |
| 1997      | Zonder titel (3 exemplaren)           | Joost Swarte                                                                        | Zernikelaan 11                                                       | Groningen | verf                                     |      |
| 1998      | The fallacy of composition            | Trudi van den Berg en Jos Steenmeijer                                               | Nettelbosje 2 (gevel van de Faculteit der Economische Wetenschappen) | Groningen | metaal en neonbuizen                     |      |
| 1998      | zonder titel                          | Gjalt Blaauw                                                                        | Zernikeplein 11                                                      | Groningen | dolomiet                                 |      |
| 1999      | Handen (4 delen)                      | Jan van den Berg, Albertina Soepboer, Tesinga Lammert                               | Laan naar 't Klooster/Paddepoelsterweg/Sprikkenburg                  | Groningen | cortenstaal                              |      |
| 1999?     | Uitkijktoren                          | Maarten Schmitt                                                                     | Laan naar 't Klooster                                                | Groningen | staal                                    |      |
| 2001      | Gamma                                 | Hans Mes                                                                            | Zernikeplein 23                                                      | Groningen | brons                                    |      |
| 2001      | De tweeling                           | Tomislav Miki Djordjevic                                                            | Reddingiusweg                                                        | Hoogkerk  | RVS                                      |      |
| 2001      | Sterkristallen                        | Astrid Voss                                                                         | Zuiderweg 70-3                                                       | Hoogkerk  | glas                                     |      |
| 2002      | Zonder titel (Indiëmonument)          | Anne Hilderink, Peter de Kan                                                        | Iepenlaan 204                                                        | Groningen | beton, hout, messing, natuursteen        |      |
| 2003      | PaRadijsstraat (40 exemplaren)        | Bernard Divendal, Marjatta Ranta-Iso, Kamran Srush, Paul de Vos, Isabella Werkhoven | Radijsstraat (in raamkozijnen)                                       | Groningen | verf                                     |      |
| 2004      | Weet je nog liefje?                   | Albert Geertjes                                                                     | Hoogeweg 9                                                           | Groningen | cortenstaal, glas, ijzer                 |      |
| 2004      | Vogelvrij (3 delen)                   | Hans Mes                                                                            | park Diamantlaan                                                     | Groningen | brons, gecoat staal                      |      |
| 2005      | The changing same                     | Maree Blok en Bas Lugthart                                                          | Zernikecomplex                                                       | Groningen | rvs                                      |      |
| 2005      | Sprankelplek                          | Jos Spanbroek                                                                       | Boraxstraat                                                          | Groningen | RVS                                      |      |
| 2005      | Madonna van de Nevelen                | Luk van Soom                                                                        | Jaagpad                                                              | Groningen | brons                                    |      |
| 2006      | De verdronkenen van Nienoord          | Jikke Jager                                                                         | Energieweg                                                           | Groningen | metaal                                   |      |
| 2006      | De Ring van Vinkhuizen                | Jean Bernard Koeman                                                                 | park Diamantlaan                                                     | Groningen | gegalvaniseerd staal                     |      |
| 2006      | Zonder titel (2 delen)                | Ronald Ohlsen                                                                       | Iepenlaan 93/Moesstraat 98-A                                         | Groningen | arduin                                   |      |
| 2007      | N.NO.O.ZO.Z.ZW.W.NW.N (17 delen)      | Erick de Lyon                                                                       | Siersteenlaan                                                        | Groningen | geanodiseerd aluminium/LED-verlichting   |      |
| 2008      | Krullend Lint                         | Maaike Bokma                                                                        | Iepenlaan 204 (kinderveld Begraafplaats Selwerderhof)                | Groningen | coating/polyester/staal                  |      |
| 2008      | Boom                                  | Niells A.F. Niemeijer                                                               | Zernikelaan 11                                                       | Groningen | gerecycled metaal                        |      |